# Буверан
Буверан (фр. Bouverans) насеље је и општина у источној Француској у региону Франш-Конте, у департману Ду која припада префектури Понтарлије.
По подацима из 2011. године у општини је живело 347 становника, а густина насељености је износила 19,1 становника/km². Општина се простире на површини од 18,17 km². Налази се на средњој надморској висини од 840 метара (максималној 1.101 m, а минималној 822 m).

## Демографија
| 1962. | 1968. | 1975. | 1982. | 1990. | 1999. | 2011. |
| ----- | ----- | ----- | ----- | ----- | ----- | ----- |
| 174   | 207   | 181   | 209   | 239   | 270   | 347   |

График промене броја становника у току последњих година